# Klipper

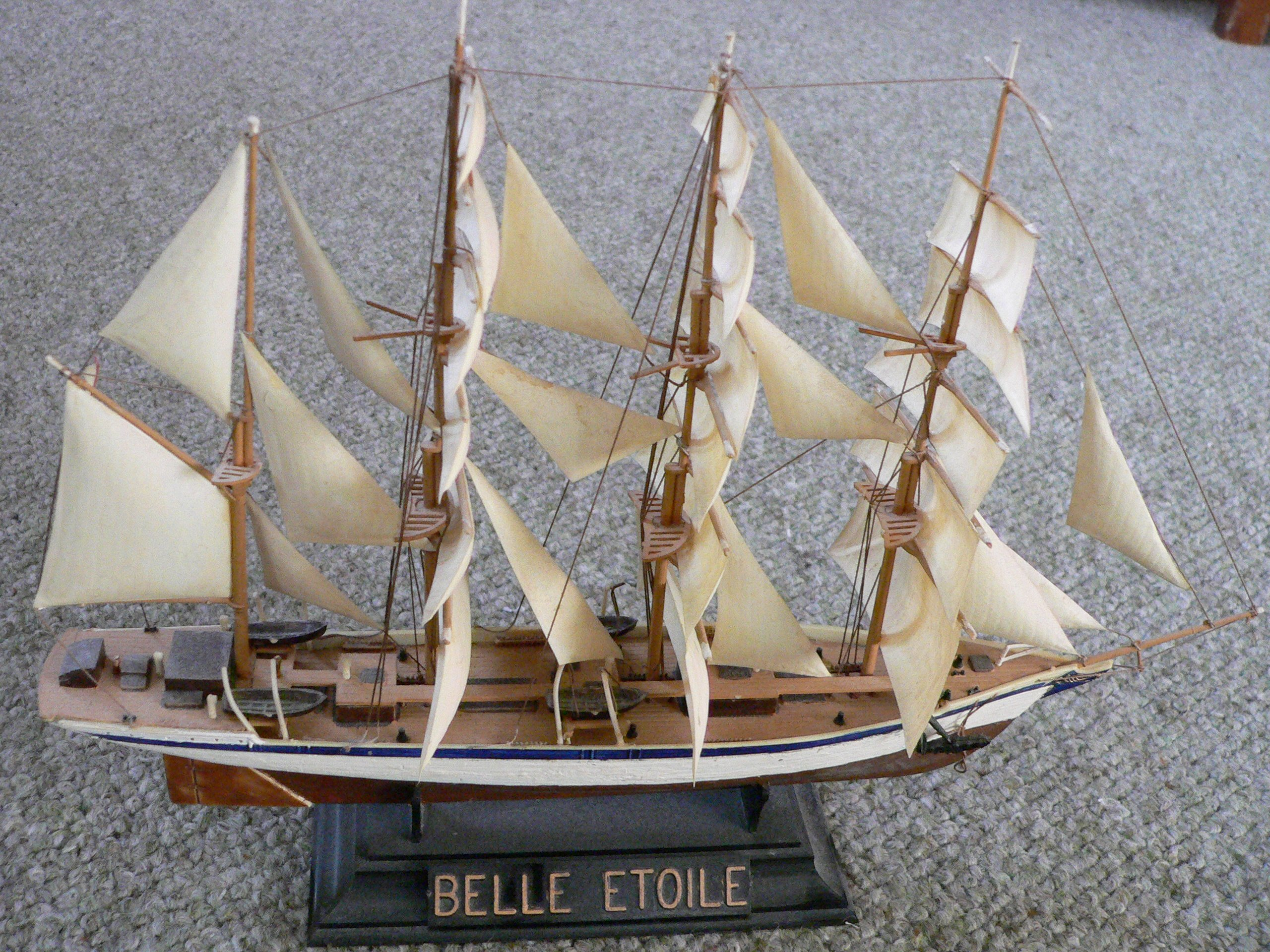
Model van een Franse klipper

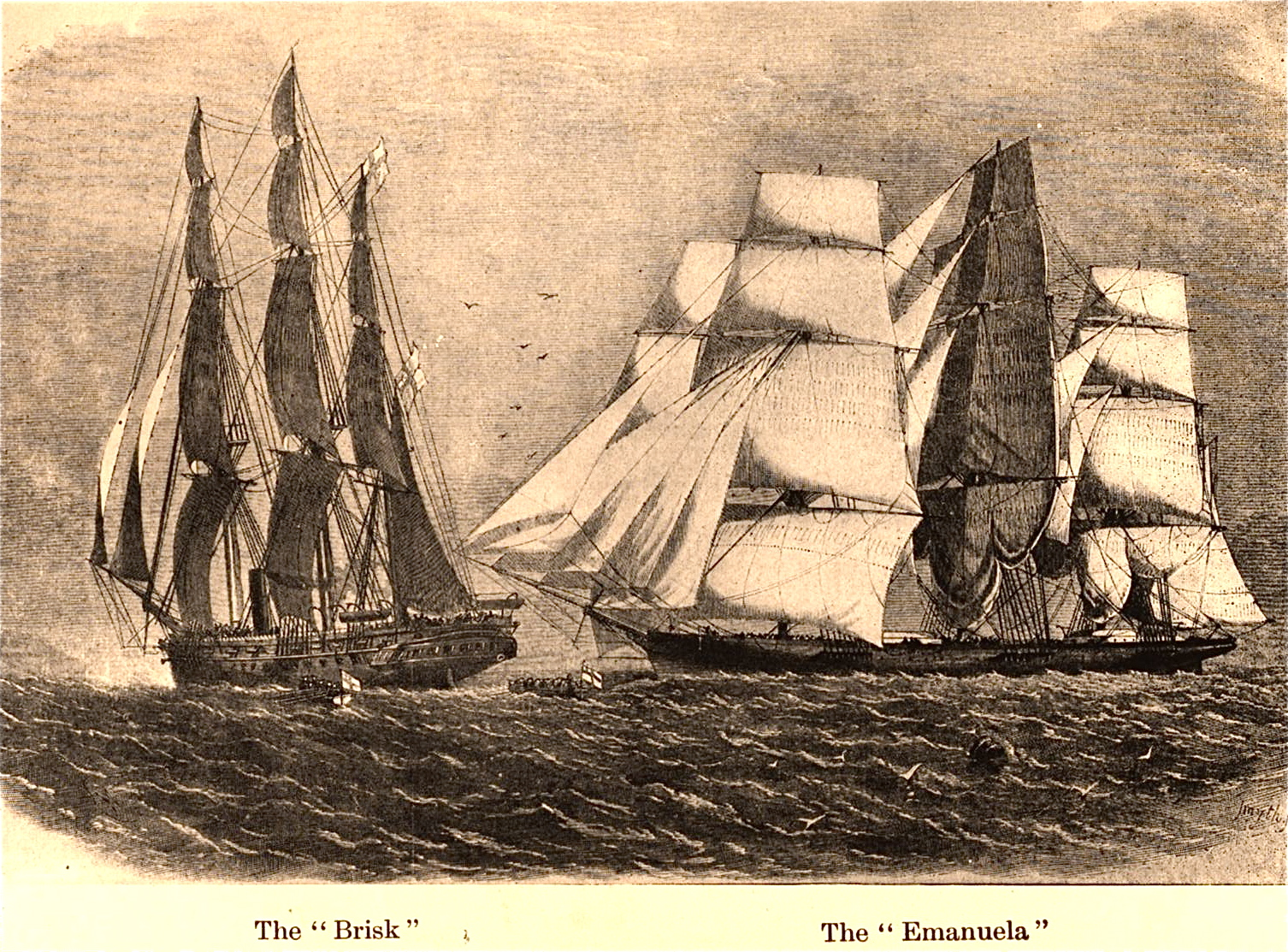
10 augustus 1860 vangst van het Chileense slavenschip de extreme clipper* Emanuela (ex. Sunny South*) door de VK HMS Brisk in de Straat Mozambique met meer dan 800 slaaf gemaakten aan boord.

Een klipper is een type snel zeilschip met een scherpe boeg en meerdere masten, dat in de 19e eeuw en begin 20e eeuw in gebruik was. De klipper is vooral bekend vanwege de grote snelheden die de schepen haalden. Hierdoor werden ze doorgaans gebruikt voor de handel in etenswaren en andere goederen die konden bederven. Ze werden ook wel gebruikt als slavenschip. De hoge snelheden werden gehaald doordat de van hout gebouwde schepen slank en relatief klein waren, maar wel een zeer groot zeiloppervlak hadden. De meeste klippers werden geproduceerd op Britse en Amerikaanse scheepswerven. Ook werven in Nederland, Frankrijk en enkele andere landen bouwden klippers.
De benaming klipper (of clipper) grijpt terug op een Amerikaans scheepstype uit het begin van de 19e eeuw, de 'Baltimore clipper'. In de strijd tegen de Engelsen na 1812 werden vanwege hun snelheid en wendbaarheid sommige klippers ook bewapend met kanonnen en dergelijke en gebruikt voor smokkel en piraterij. Of het scheepstype zelf daarvan rechtstreeks is afgeleid is een bron van meningsverschil onder historici.

## Geschiedenis
Klippers werden gebouwd voor de handel in seizoensgebonden producten, waar snellere ladingen meer waard waren of voor passagiersroutes. De kleine, snelle schepen waren uitermate geschikt voor de handel in goederen die niet veel ruimte innamen maar wel veel opbrachten, zoals thee, specerijen, post en passagiers. Klippers voeren doorgaans tweemaal sneller (9 knopen of meer) dan gewone schepen (minder dan 5 knopen) in hun tijd. Sommige klippers, de Amerikaanse voor het vervoer tussen Oost- en Westkust via Kaap Hoorn, haalden onder goede omstandigheden zelfs een snelheid van 20 knopen. De latere Engelse theeklippers waren daar te klein voor.
De concurrentie tussen de klippers was fel en openbaar, namen van schepen en hun tijden werden in kranten gedrukt. Wellicht de bekendste van deze klipperwedstrijden was de strijd tussen de Cutty Sark en de Thermopylae om als eerste thee van het nieuwe seizoen naar Engeland te brengen. De Thermopylae deed slechts 115 dagen over de reis en de Cutty Sark 122 dagen, absolute records voor die tijd.
Het einde van de klipper kwam kort na de ingebruikneming van de theeklipper Cutty Sark met de introductie van de triple-expansie machine in stoomschepen. Hoewel de klippers doorgaans sneller waren dan hun nieuwe concurrenten bleven ze wel afhankelijk van de wind. Stoomschepen hadden als voordeel dat hun dienstregelingen veel betrouwbaarder waren. Uiteindelijk werd de nekslag gegeven door de opening van het Suezkanaal waardoor de stoomschepen een veel kortere route konden varen. Het kanaal was voor zeilschepen moeilijk te bezeilen doordat het zo smal is.
Op de lange routes, met goedkope niet-conjunctuurgevoelige ladingen, hielden de veel grotere ijzeren en later stalen windjammers het veel langer vol, maar snelheid was toen al lang geen criterium meer. Desondanks haalden deze laadbakken vaak veel hogere snelheden, deels door hun grotere romplengte, deels door het gebruik van geheel stalen tuigage en deels door de vooruitgang in de meteorologie. Zo zijn diverse records, waaronder die van de snelste Kaap Hoornpassage (5 dagen en 14 uur) pas in de jaren 1930 gevestigd. Veel theeklippers konden overigens vanwege hun kwetsbare bouw en tuigage overigens de route langs Kaap Hoorn niet bevaren.

## Platbodem
Op Nederlandse werven werd tussen 1890 en 1925 een grote hoeveelheid zeilende klippers als platbodem voor de binnenvaart gebouwd. Ze leken alleen boven de waterlijn op het zeegaande type. Bovendien werden ze zonder uitzondering gebouwd van ijzer en staal, in plaats van hout. Er bestonden twee hoofdtypen: de Zeeuwse of Zuid-Hollandse klipper en de Friese klipper. De klippers die in de Nederlandse binnen- en kustwateren nog actief zijn maken deel uit van de zogenoemde 'bruine vloot'.